# Karachi Port Trust

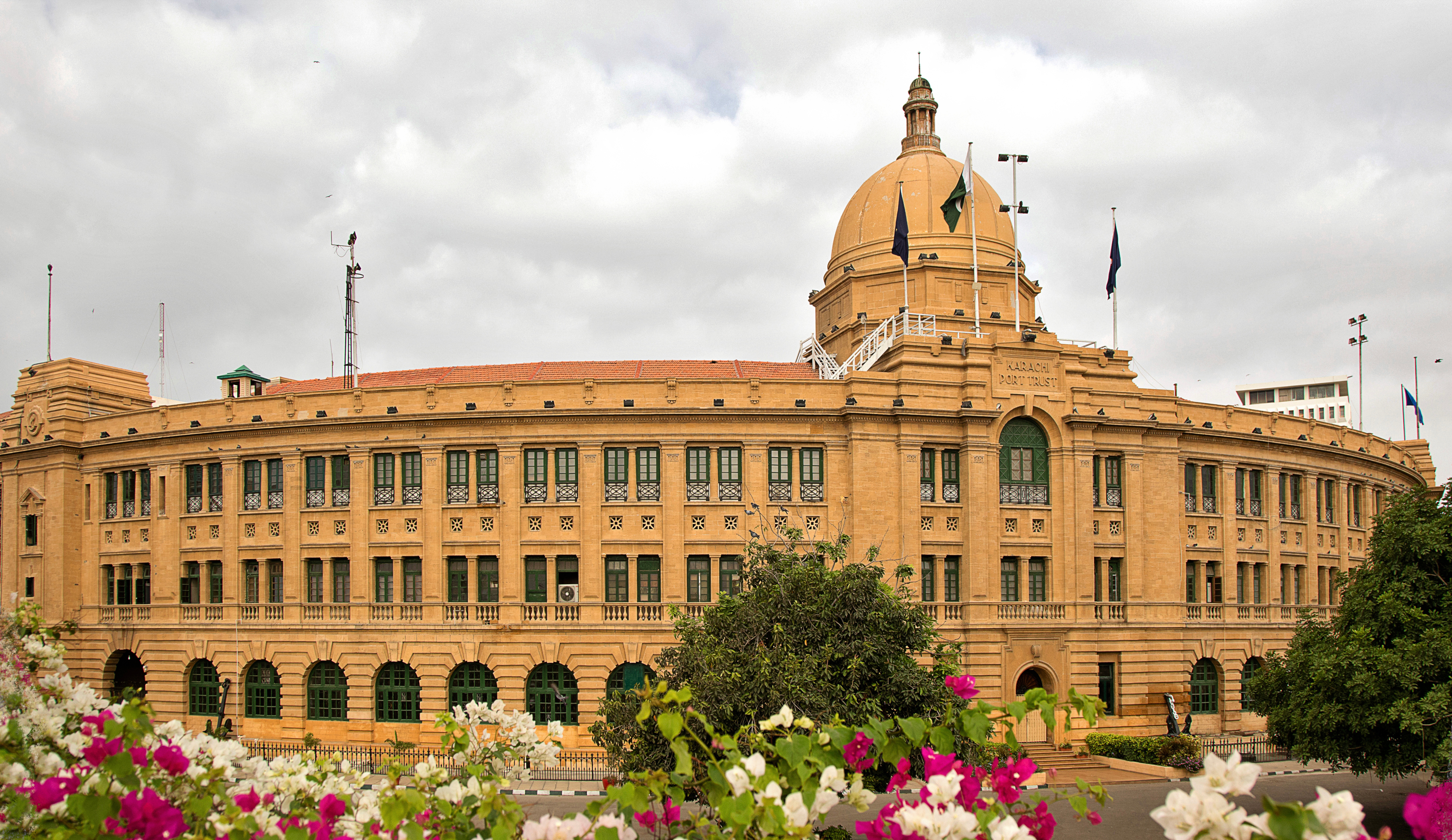
Verwaltungsgebäude von KPT

Karachi Port Trust (Urdu: کراچی پورٹ ٹرسٹ) (KPT) ist eine pakistanische Regierungsbehörde, die den Betrieb des Hafens von Karatschi in Karatschi, in der pakistanischen Provinz Sindh überwacht. Zwischen 1880 und 1887 wurde der Hafen vom Karachi Harbour Board verwaltet. Der Karachi Port Trust wurde dann durch das IV. Gesetz von 1886 mit Wirkung vom 1. April 1887 gegründet. Die Agentur hat ihren Sitz im Karachi Port Trust Building aus der Kolonialzeit von 1916. Der Vorsitzende ist Konteradmiral Jamil Akhtar HI (M) T.Bt.